# Circunscrição Regional de Trânsito
A Circunscrição Regional de Trânsito, conhecida como Ciretran, é órgão do DETRAN nos municípios do interior dos estados, tem a responsabilidade de exigir e impor a obediência e o devido cumprimento da legislação de trânsito no âmbito de sua jurisdição.
A Ciretran também é responsável pela aplicação de exames (exames médicos para testar a visão e outras coisas necessárias para o processo de habilitação) e execução da vistoria veicular.

## Algumas Ciretrans (estado de São Paulo)
Unidades do Ciretran.
- 1ª Ciretran - Araçatuba
- 2ª Ciretran - Araraquara
- 19ª Ciretran - Sorocaba
- 26ª Ciretran - São Carlos
- 38ª Ciretran - Jaboticabal
- 229ª Ciretran - Vinhedo